# Psychotria boninensis
Psychotria boninensis är en måreväxtart som beskrevs av Takenoshin Nakai. Psychotria boninensis ingår i släktet Psychotria och familjen måreväxter. Inga underarter finns listade i Catalogue of Life.